# Mary Esther
Mary Esther város az USA Florida államában, Okaloosa megyében. Lakosainak száma 3982 fő (2020. április 1.).

## Népesség
A település népességének változása:

| 2010 | 3 851 |
| 2020 | 3 982 |